# Henryk Bernacki
Henryk Bernacki (ur. 6 stycznia 1923 w Żarkach, zm. 27 sierpnia 1998 w Warszawie) – polski elektromechanik, profesor zwyczajny Politechniki Warszawskiej.

## Życiorys
W 1945 ukończył Liceum w Zawierciu, a następnie rozpoczął studia na Wydziale Elektromechanicznym Politechniki Wrocławskiej. W 1950 uzyskał tytuł magistra inżyniera mechanika, pod koniec studiów prof. Czesław Kanafojski zatrudnił Henryka Bernackiego w Instytucie Mechanizacji i Elektryfikacji Rolnictwa, który powstawał w Warszawie. Początkowo kierował Zakładem Konstrukcji i Badań Narzędzi Rolniczych, a od 1962 był zastępcą dyrektora do spraw naukowych. Równocześnie od 1951 był starszym asystentem w Katedrze Maszyn Rolniczych na Wydziale Maszyn i Urządzeń Rolniczych Politechniki Warszawskiej, następnie został adiunktem a w 1964 profesorem nadzwyczajnym. Mając wówczas 41 lat był jednym z najmłodszych profesorów w dziedzinie nauk technicznych w Polsce. W 1972 uzyskał tytuł profesora zwyczajnego, rok później zrezygnował z pracy w Instytucie Budowy Maszyn i Elektryfikacji Rolnictwa i objął stanowisko dyrektora Departamentu Nauki w Ministerstwie Rolnictwa. W 1975 zrezygnował z pracy w administracji państwowej i został nauczycielem akademickim w Szkole Głównej Gospodarstwa Wiejskiego, skąd został na cztery lata oddelegowany do Instytutu Mechaniki Politechniki Białostockiej. W 1979 powrócił na SGGW gdzie kierował Zakładem Mechanizacji Ogrodnictwa na Wydziale Techniki Rolniczej i Leśnej, w 1981 objął funkcję prorektora ds. Filii Politechniki Warszawskiej w Płocku. W 1984 wyjechał do Republiki Federalnej Niemiec, gdzie został profesorem na Politechnice w Kolonii (Technische Hochschule Köln). W 1988 powrócił do kraju, przez rok wykładał na Politechnice Warszawskiej, a następnie ze względów zdrowotnych przeszedł na emeryturę.
Pochowany na cmentarzu Bródnowskim w Warszawie (kw. 5E, rząd 3, grób 17).

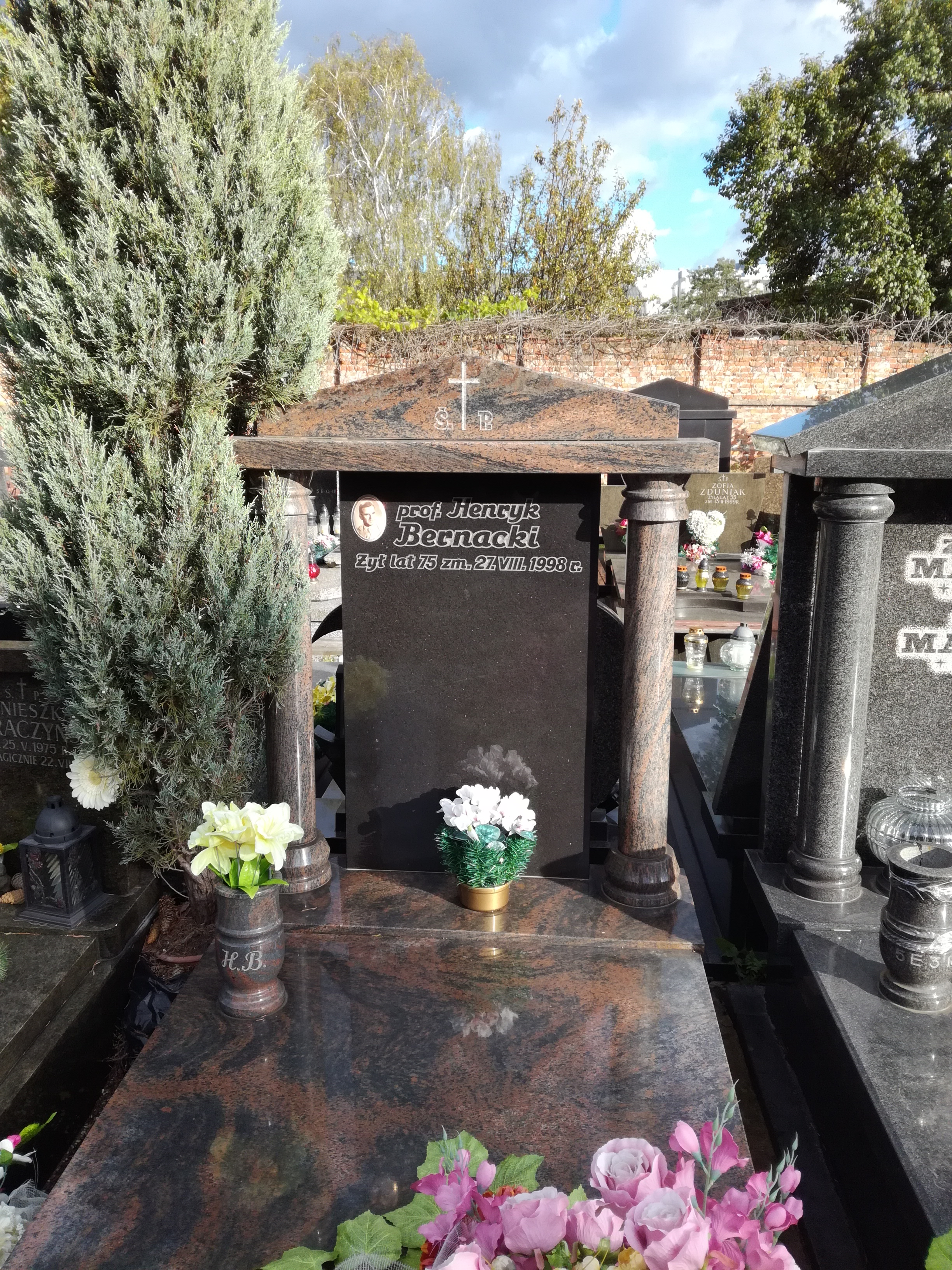
grób prof. Henryka Bernackiego na cmentarzu Bródnowskim

## Odznaczenia
- Krzyż Kawalerski Orderu Odrodzenia Polski.
- Złoty Krzyż Zasługi.
- Odznaka Zasłużonego Nauczyciela PRL.
- Odznaka Zasłużonego Pracownika Rolnictwa.